# Brachychilus
Brachychilus es un género de escarabajos longicornios.

## Especies
- Brachychilus chevrolatii Thomson, 1868
- Brachychilus literatus Blanchard in Gay, 1851
- Brachychilus scutellaris Blanchard in Gay, 1851
- Brachychilus wagenknechti Cerda, 1954